# Danh sách quốc gia châu Mỹ theo diện tích
Danh sách các quốc gia châu Mỹ theo diện tích được thống kê theo đơn vị Km2, cập nhật từ bảng số liệu của Liên Hợp Quốc công bố năm 2007, danh sách này đã có một số chỉnh sửa cho phù hợp hơn với thực tế. Ngoài 35 quốc gia độc lập, bảng thống kê còn có mặt của 19 vùng lãnh thổ: Quần đảo Cayman, Quần đảo Turks và Caicos, Puerto Rico, Quần đảo Virgin thuộc Mỹ, Quần đảo Virgin thuộc Anh, Anguilla, Saint Pierre và Miquelon, Saint-Barthélemy, Bermuda, Martinique, Sint Maarten, Saint-Martin, Aruba, Bonaire, Curaçao, Quần đảo Falkland, Quần đảo Nam Georgia và Nam Sandwich, Greenland và Guadeloupe
| STT | Quốc gia và Vùng lãnh thổ            | Diện tích (Km2) |
| --- | ------------------------------------ | --------------- |
| 1   | Canada                               | 9.984.670       |
| 2   | Hoa Kỳ                               | 9.629.091       |
| 3   | Greenland                            | 2.166.086       |
| 4   | Mexico                               | 1.964.375       |
| 5   | Saint Pierre và Miquelon             | 242             |
| 6   | Bahamas                              | 13.878          |
| 7   | Bermuda                              | 54              |
| 8   | Belize                               | 22.966          |
| 9   | Guatemala                            | 108.889         |
| 10  | El Salvador                          | 21.041          |
| 11  | Nicaragua                            | 130.373         |
| 12  | Costa Rica                           | 51.100          |
| 13  | Panama                               | 75.517          |
| 14  | Cuba                                 | 109.886         |
| 15  | Saint-Barthélemy                     | 21              |
| 16  | Quần đảo Cayman                      | 264             |
| 17  | Quần đảo Turks và Caicos             | 948             |
| 18  | Quần đảo Virgin thuộc Mỹ             | 347             |
| 19  | Quần đảo Virgin thuộc Anh            | 151             |
| 20  | Anguilla                             | 91              |
| 21  | Jamaica                              | 10.991          |
| 22  | Haiti                                | 27.750          |
| 23  | Cộng hòa Dominican                   | 48.671          |
| 24  | Dominica                             | 751             |
| 25  | Saint Kitts và Nevis                 | 261             |
| 26  | Puerto Rico                          | 8.870           |
| 27  | Grenada                              | 344             |
| 28  | Antigua và Barbuda                   | 442             |
| 29  | Trinidad và Tobago                   | 5.130           |
| 30  | Barbados                             | 430             |
| 31  | Saint Vincent và Grenadines          | 389             |
| 32  | Guadeloupe                           | 1.628           |
| 33  | Martinique                           | 1.128           |
| 34  | Saint Lucia                          | 539 hay 616     |
| 35  | Venezuela                            | 912.050         |
| 36  | Guyana                               | 214.969         |
| 37  | Suriname                             | 163.820         |
| 38  | Guiana thuộc Pháp                    | 83.534          |
| 39  | Brazil                               | 8.514.877       |
| 40  | Uruguay                              | 176.215         |
| 41  | Paraguay                             | 406.752         |
| 42  | Argentina                            | 2.780.400       |
| 43  | Chile                                | 756.102         |
| 44  | Bolivia                              | 1.098.581       |
| 45  | Peru                                 | 1.285.216       |
| 46  | Ecuador                              | 256.369         |
| 47  | Colombia                             | 1.104.748       |
| 48  | Quần đảo Falkland                    | 12.173          |
| 49  | Quần đảo Nam Georgia và Nam Sandwich | 3.903           |
| 50  | Aruba                                | 193             |
| 51  | Bonaire                              | 294             |
| 52  | Curaçao                              | 444             |
| 53  | Sint Maarten                         | 34              |
| 54  | Saint-Martin                         | 54              |
| 55  | Honduras                             | 112.492         |
| 56  | Montserrat                           | 102             |
| 57  | Saba                                 | 13              |
| 58  | Sint Eustatius                       | 21              |
| 59  | Navassa                              | 5,2             |